# Acanthogorgia ridleyi
Acanthogorgia ridleyi is een zachte koraalsoort uit de familie Acanthogorgiidae. De koraalsoort komt uit het geslacht Acanthogorgia. Acanthogorgia ridleyi werd in 1889 voor het eerst wetenschappelijk beschreven door Wright & Studer. 